# Henrik Krogh
Anton Henrik Krogh, född den 13 april 1886 i Göteborg, död 1 februari 1927 i Stockholm, var en svensk målare, tecknare, keramiker och konsthantverkare.

## Biografi
Henrik Krogh var son till fabrikör Sophus Fredrik Teodor Krogh och Klara Maria Kollberg och gift med Ingrid Josefina Maria Ahlberg. Krogh studerade först vid Tekniska Skolan i Stockholm 1903–1905 och därefter för Carl Wilhelmson på Valands målarskola i Göteborg 1909–1910 samt under studieresor till Frankrike och Italien. När han 1912 återvände till Sverige, bosatte han sig först på Kungsholmsgatan för att två år senare flytta vidare till Danviksgatan i Stockholm. Där stannade han sedan i resten av sitt liv. Han medverkade i samlingsutställningar med Intimisterna 1917 och med Sveriges allmänna konstförening i Västerås 1917 och på Konstakademien 1924 samt i utställningar på Liljevalchs konsthall. Han tillhörde kretsen kring Torsten Palm och Alf Munthe som skapade en konstnärsgrupp på Smedsudden. Han tilldelades ett stipendium från Kommerskollegium som han använde till keramikstudier och därefter gjorde han under 1920-talet en del arbeten i keramik för S:t Eriks lervarufabrik och Upsala Ekeby.

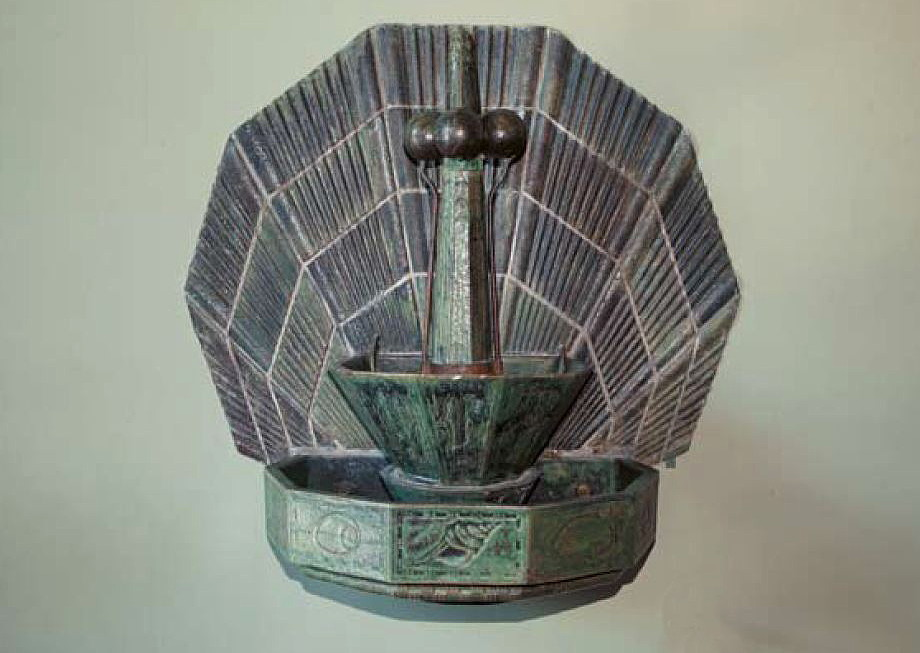
Dricksfontän i keramik i konserthuset i Stockholm.

Han etablerade en egen ateljé i Nacka 1926 men avled strax efter att den var färdigställd. Bland hans offentliga arbeten märks dricksfontänerna på Stockholms konserthus samt krukor och urnor för Stockholms stadshus och en utsmyckning för Röhsska museet i Göteborg. Hans konst består av stafflimålning med varierade motiv samt arbeten i metall, textil och keramik. Krogh är representerad med en serie teckningar på  Moderna museet och med keramik på Prins Eugens Waldemarsudde samt gobelängen "Skogstapet" och en keramikmugg på Röhsska museet i Göteborg. Hans keramikföremål signerades H Krogh eller bara Krogh.